# Хаус Бюргель
Хаус Бюргель (нем. Haus Bürgel) - средневековый лен, расположенный на территории города Монхаймом-на-Рейне на границе с Дюссельдорфом. В Римскую эпоху — сторожевое пограничное укрепление римлян на Рейне. Это один из 44 археологических памятников, а с июля 2021 года это здание входит в список Всемирного наследия ЮНЕСКО «Нижнегерманский лимес».

## Географическое положение
Хаус Бюргель находится на территории высокой, но регулярно заливаемый в паводки пойме Рейна, в старой отсоединившейся излучине Рейна между Урденбахом и Баумбергом (Baumberg). Рядом с Бюргелем проходит автомобильная дорога земельного значения L 293, но она не является надёжной связью с окружающим миром, поскольку в высокие паводки Рейна оказывается по его водами и тогда Хаус Бюргель превращается в остров.

## История

### Римское время
Точной задокументированной информации о времени основания укрепления Бюргель не существует. Это привело к тому, что возникло несколько предположений, среди которых наиболее аргументированной можно считать следующие:
- Бурункум (Buruncum), или также Бурунгум (Burungum)  был римским замком, который располагался, вероятно, южнее, в регионе современного Ворингена (Worringen) и не имел никакого отношения к Хаусу Бюргель. Наиболее вероятно, что крепость Бюргель была сооружена во времена правления императора Константина (306-337 годы), самое позднее — во время правления императора Валентиниана I (364-375 годы)[6]. В то время крепость располагалась на левом берегу Рейна, как и полагалось всем пограничным крепостям Римской империи вдоль среднего и Нижнего Рейна. Квадратную в плане крепость защищала стена, у которой насчитывалось 4 угловых и 8 круглых промежуточных стенных башен. Известны и размеры крепости — 64 х 64 м, при толщине стен до 2,3 м. С внешней стороны были прорыты двойные каналы, заполненные водой. В настоящее время сохранились только небольшие фрагменты стены римского времени.
- Находка 139 бронзовых монет под полом римской купальни в крепости свидетельствует о том, что в Хаусе Бюргель в начале IV века велись строительные работы. Все эти монеты датируются временем императора Константина[7].
- Находка золотой монеты времен императора Гонория (393–423 гг.) ещё раз доказывает, что крепость использовалась для защиты границ, по крайней мере, до времени падения римского контроля над Нижним Рейном в 406 г.[8]

Однако есть некоторые признаки существования древнего сооружения на территории Хауса Бюргель, которые указывают на гораздо более ранний период. Вероятно, что сооружение существовало уже около 10 г. до н.э. Однако маловероятно, что это произошло во времена Нерона Клавдия Друза. При этом римском военачальнике на левом берегу Среднего и Нижнего Рейна было построено множество римских крепостей и лагерей для защиты границы. Однако нет никаких свидетельств того, что Хаус Бюргель датируется этим периодом, хотя местный историк подозревал этот факт в XIX веке. Столь ранняя дата основания римского комплекса подтверждалась несколькими фактами ещё в эпоху Принципата.
- Во время ремонта некоторых зданий Бюргеля в 1729 году было найдено несколько серебряных и медных монет. Эти монеты появились во времена императоров Веспасиана (годы правления 69–79) и Траяна (годы правления 98–117), то есть ближе к концу I века нашей эры[8]. После подавления восстания германского племени батавов в 69-70 годах нашей эры римские провинции к северу от Альп были приведены в полный порядок и укреплены Веспасианом и последующими императорами. Вполне возможно, что для дорожного сообщения между бывшими крепостями Кёльна и Нойса была построена новая небольшая крепость, лагерь или наблюдательный пункт.
- При более поздних раскопках возле крепостного комплекса было найдено захоронение из не менее 70 могил, время которого определено промежутком I-III веков. Пока не удалось установить, существовала ли уже в то время предшественница более поздней крепости. Также возможно, что это захоронение гражданского римского поселения. Есть исторические свидетельства о набегах франков в конце III-го века с разрушением римских построек на левобережье Нижнего Рейна.
- Четыре камня матрон были найдены в стенах более поздней усадьбы (Aviaitinehae/Rumanehae, Alagabiae и Aufaniae). Обнаружение камней указывает на гораздо более длительный период римского поселения, поскольку этот культ достиг своего пика на Нижнем Рейне в I-III веках нашей эры и исчез в поздней античности в ходе христианизации[10].

### От Средневековья до современности
Со времени падения римской провинции Нижняя Германия в начале V века и до начала правления рипуарских франков на Нижнем Рейне в течение нескольких столетий нет никакой информации о Хаусе Бюргель. Только к концу I тысячелетия появляются конкретные упоминания о бывшей римской крепости. Предположительно в то время это было королевское поместье оттоновцев. В 1002 году оно было передано архиепископу Кёльна Гериберту. Позже усадьба упоминается как архиепископский двор, который находился недалеко от Цонза (Zons).
3 мая 1019 года «Castrum de Burgula» была передана архиепископом Кёльна Герибертом Дойцкому аббатству (Abtei Deutz) на торжественном открытии церкви аббатства. Это пожертвование было подтверждено в 1147 году папой Евгением III. В свидетельстве от 17 июля упоминается «Замок Бюргель с двором и церковью». В документе от 1161 года Папа Виктор IV подтвердил различные владения, связанные с десятиной в Дойцком аббатстве. В дополнение к другим владениям была указана «de ecclesia Bürgele».
В документах от 1166, 1183 и 1218 годов одним из пользователей усадьбы был Конрад де Бургела. Он получил Бюргель как феод Дойцкого аббатства. В 1222 году архиепископ Кёльна Энгельберт I передал усадьбу Бюргель монастырю Кайзерсверт и одновременно освободил его от всех обязанностей и обязательств. В 1326 году Винрикус де Бургиль с согласия своего брата Андреаса продал усадебные постройки и половину земель, включая права патронажа на церковь, аббатству Дойц за 1400 кёльнских марок. Затем получил усадьбу в долгосрочную аренду за 150 марок в год. В 1352 году арендатором поместья стал Райнард Цоббе фон Ингендорп. В 1359 году поместье было продано Ренарду Безендришу с одобрения аббата Дойца. Эту покупку подтвердил архиепископ Кёльнский Вильгельм (Wilhelm von Gennep). Безендриш, со своей стороны, в 1361 году по указанию аббата предоставил покровительство церкви Бюргеля аббатству Браувейлер (Abtei Brauweiler). Часовня Цонс на протяжении веков принадлежала приходу Бюргель.